# Stade Råsunda
Le Stade Råsunda (Råsunda Fotbollsstadion) est un stade de football situé à Solna, dans la banlieue de Stockholm en Suède qui accueille de 1937 à 2013 l'AIK Fotboll ainsi que l'équipe de Suède de football. 
Inauguré en avril 1937 lors d'un match opposant l'AIK au Malmö FF, il accueille une rencontre de Ligue Europa entre l'AIK et la Società Sportiva Calcio Naples en novembre 2012, quelques mois avant sa démolition. Capable d'accueillir entre 35 000 et 36 800 personnes selon sa configuration, il est l'un des deux seuls stades de football à avoir accueilli des finales de coupes du monde féminine et masculine de football, en 1995 et 1958 respectivement.

## Historique
Début 1937, l’AIK Fotboll s’installe au Råsunda                        le 18 avril face au Malmö FF en l’emportant par 4 buts à 0. D'une capacité d'environ 37 000 places, le stade atteint un record d'affluence le 26 septembre 1965 avec 52 943 spectateurs, lors d'un match opposant la Suède à la RFA. En 1995, le Råsunda devient le premier stade de football à accueillir des finales de coupes du monde masculine (1958) et féminine (1995) de football, avant le Rose Bowl, en Californie. La dernière affiche internationale ayant lieu dans ce stade est le match amical opposant la Suède au Brésil (0 buts à 3), le 15 août 2012. Le dernier match officiel de l'AIK au Råsunda a lieu le 22 novembre 2012. L’AIK est défait par la Società Sportiva Calcio Naples en Ligue Europa devant 28 552 spectateurs sur le score de 2 buts à 1, les buteurs de la rencontre étant Helgi Danielsson pour l’AIK ainsi que Dzemali et un penalty de Cavani pour Naples.  
Le Råsunda est définitivement fermé à la fin de l'année 2012, la Friends Arena construite à quelques kilomètres du stade étant amenée à le remplacer puis il est démoli en 2013.